# Airolo
Airolo (en dialecte local lombard : Airö(u), Aire(u) [ajˈrøː, ajˈrøw, ajˈreː, ajˈrew], romanche : Iriel ) est une commune suisse, située dans le nord du canton du Tessin.

## Géographie
Le bourg d'Airolo est situé au début de la Léventine, à l'embranchement du val Bedretto, qui, par le col du Nufenen, relie le Tessin au Valais.

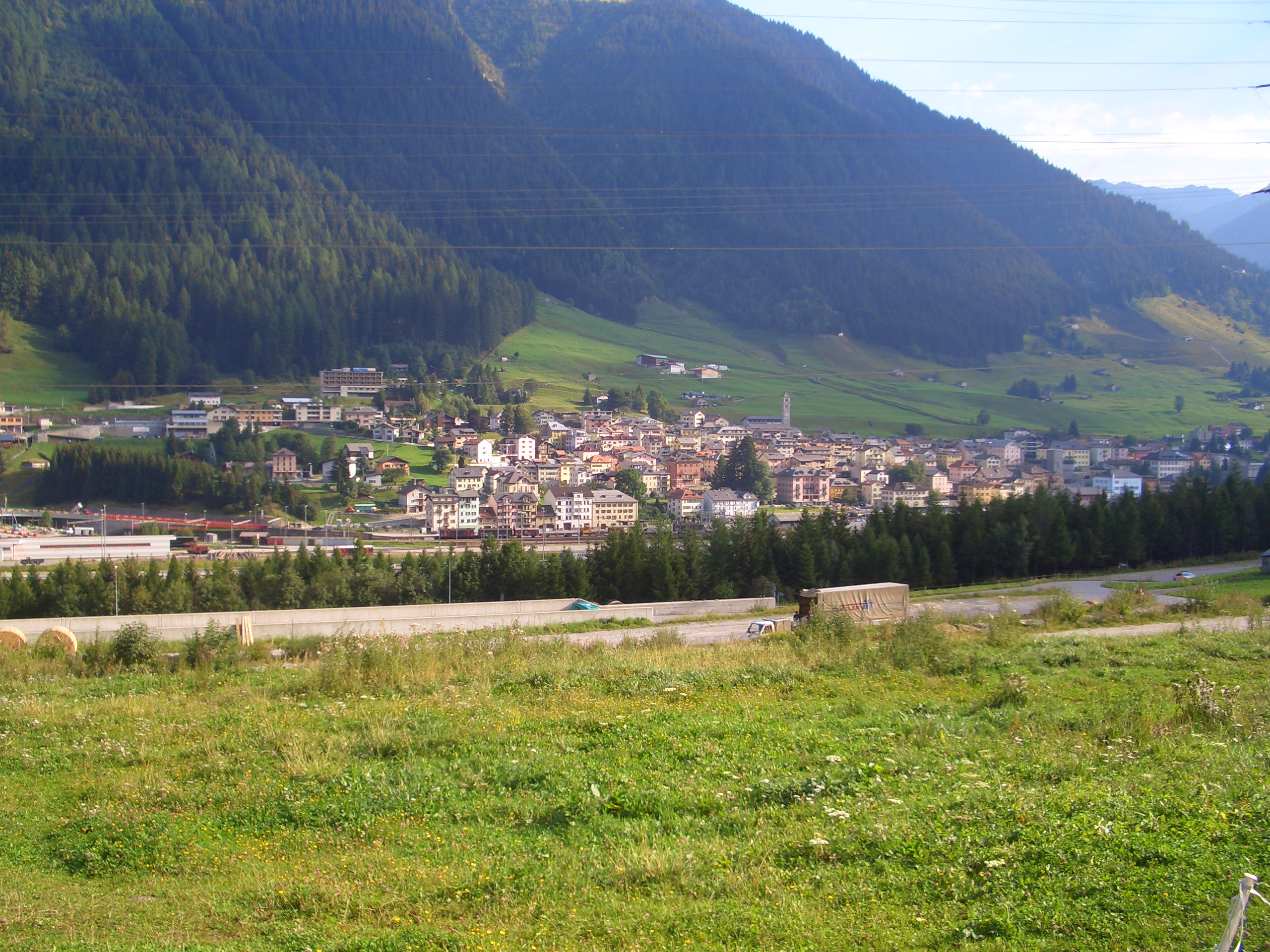
Vue d'Airolo.
Photo aérienne par Walter Mittelholzer (1931).
Climat d'Airolo.
Climat d'Airolo.

## Transport
- La gare d'Airolo, située sur la ligne ferroviaire du Gothard, à 105 km de Lucerne et à 65 km de Bellinzone
- Autoroute A2, sortie Airolo
- Portail sud du tunnel ferroviaire du Saint-Gothard
- Portail sud du tunnel routier du Saint-Gothard

## Histoire
Airolo vit la victoire des Russes sur les Français en 1799.
La commune d’Airolo a été durement éprouvée par des catastrophes naturelles. Au XIXe siècle, un terrible incendie a ravagé le village et l’éboulement des rochers du Sasso Rosso a dévasté une partie de la localité. En 1951, une avalanche fit 10 victimes.

## Curiosités
- Église paroissiale Santi Nazaro e Celso (campanile roman).
- Monument aux victimes du travail (V. Vela).
- Bases militaires de l'ER San 42, notamment la caserne de Bedrina, la plus récente de Suisse.

## Domaine skiable
Le domaine skiable d'altitude de Pesciüm offre 30 km de pistes de ski alpin, à une altitude comprise entre 1 178 m et 2 254 m. Il est desservi par un téléphérique en deux tronçons, un télésiège débrayable et trois téléskis. C'est le domaine skiable du canton du Tessin qui propose le deuxième plus grand dénivelé skiable (1 076 m), derrière la station de Leontica-Nara.
Le domaine d'altitude est accessible toutes les 15 minutes par un téléphérique partant en fond de vallée, sur la rive droite de la rivière Tessin, à proximité immédiate de la sortie d'autoroute d'Airolo. Le secteur de Varozzei (1 755 - 2 254 m), desservi par un télésiège débrayable, propose les pistes les plus raides du domaine et quelques possibilités de freeride. Le secteur de Comascnè (1 720 - 2 089 m) est quant à lui bien adapté pour les skieurs débutants et moyens. Deux longues pistes permettent de rejoindre le fond de vallée, quand le niveau d'enneigement le permet. Un skibus gratuit relie le pied du téléphérique à la gare ferroviaire d'Airolo.
Le petit domaine séparé de Lüina, situé en plein cœur d'Airolo, est particulièrement adapté pour les débutants. Orienté plein sud et desservi par des baby-lifts, il permet de skier sur 150 m de dénivelé. Des canons à neige permettent de pallier le potentiel manque de neige consécutif à la faible altitude des pistes (1 200 m).
Airolo est membre du regroupement de stations de ski Alta Leventina. L'abonnement saison pour Airolo offre en outre le demi-tarif dans les stations de ski d'Andermatt, de Campo Blenio, de Disentis, de Beckenried-Klewenalp, de Nara et de Sedrun.
La station propose également trois sentiers réservés à la pratique de la raquette à neige, soit 8 km au total.